# Bless Unleashed
『Bless Unleashed』は韓国のゲーム開発会社Round 8 Studioによって開発された基本プレイ無料のアクションMMORPG。2019年にサービスが終了したBLESSのリブート版であり、現在はバンダイナムコエンターテインメントからPlayStation 4・Xbox One、NEOWIZからSteamで公開されている。

## あらすじ[1]
人間が招いた災いによって荒れ果てた大陸が徐々に回復していく中、次元の彼方のダイモンが再び世界を虎視眈々と狙っています。
長年の間、陰謀を企んできた敵が犯した非人道的で恐ろしい虐殺から生き残り、神々のご加護を受けて敵の脅威を食い止めましょう。

## 種族[2]
- 人間
- ループス
- エルフ
- マスク

## クラス[3]
- ガーディアン
- バーサーカー
- レンジャー
- メイジ
- プリースト
- アサシン(未実装)[4]